# 锡亚尔科特
錫亞爾科特（乌尔都语，羅馬化：Siyalkot；古稱奢羯羅或舍竭）是巴基斯坦旁遮普省东北部的一座城市，人口约350万。该城位于克什米尔的雪山山脚近傑赫勒姆河处，是巴基斯坦的工业中心之一，以生产和出口手术器械、乐器、体育用品、皮革制品、纺织品等闻名。